# 米爾扎·賈萬·巴克特
米爾扎·賈萬·巴克特（英語：Mirza Jawan Bakht，1841年—1884年9月18日）是莫卧儿帝国末代皇帝巴哈杜爾沙二世和齊納特·馬哈的兒子。他是巴哈杜爾沙二世的第15個兒子，同時也是其母親的獨子。他的母親同時也懷着讓他登上莫臥兒皇位的野心。

## 生平
米爾扎·賈萬·巴克特的母親齊納特·馬哈在1857年的印度民族起义中設法救出了他，並將其安全地保護起來。齊納特·馬哈隨後開始謀劃將巴克特提拔為皇帝的長子米爾扎·法特（Mirza Fath ul Mulk Bahadur）的王位繼承人，但礙於英國的長子繼承制政策，這一點沒有被接受。
1852年4月2日，11歲的巴克特在德里舉行了為期10天的盛大婚禮，配偶為其母親的侄女納瓦卜·沙阿·扎馬尼·貝古姆。巴克特的母親希望借這次盛大的婚禮來提升巴克特的王室地位。
莫臥兒帝國末代皇帝巴哈杜爾·沙二世在仰光去世後，賈萬·巴克特和他的老師哈菲茲·穆罕默德·易蔔拉欣·德拉維安排了葬禮的相關事宜。
巴克特的第一個孩子出生於1859年，但為一死胎。他的第二個孩子出生年月不詳，名為賈姆希德·巴克特。